# Gundel Thormann
Gundula „Gundel“ Thormann, bürgerlich Gundula de Cillia (* 15. März 1913 in Lübeck; † nach 1991) war  eine deutsche Schauspielerin bei Bühne, Film und Fernsehen.

## Leben und Wirken
Die Tochter des Oberstudiendirektor Dr. Heinrich Müller-Thormann hatte das Lyzeum besucht. Schon zu ihren Studienzeiten betätigte sich Gundula „Gundel“ Thormann auf der Bühne, so war sie beispielsweise einer der Nachrichter im gleichnamigen Münchner Studentenkabarett, die am 31. Januar 1932 in der Aufführung des Theaterstücks Hier irrt Goethe! anlässlich des Goethe-Jahres 1932 mitwirkte. Anschließend nahm Gundel Thormann Schauspielunterricht bei Lilly Ackermann in Berlin und trat zu dieser Zeit auch auf der Bühne auf. Ihr reguläres Theaterdebüt gab sie 1937 mit dem Cherubin in einer Inszenierung von Figaros Hochzeit an den Münchner Kammerspielen unter der Leitung von Otto Falckenberg. Bei Falckenberg blieb Thormann bis 1943, ehe sie einem Ruf in die Reichshauptstadt folgte. Thormanns folgende Bühnenstationen bis Kriegsende 1945 war das Berliner Künstlertheater, dann folgten Gastspielreisen in verschiedenen Städten sowie Verpflichtungen nach München, Berlin, Hamburg, Wien und Stuttgart. Außerdem nahm Gundel Thormann auch an den Ruhrfestspielen in Recklinghausen teil.
Zu ihren wichtigsten frühen Bühnenrollen zählen die Marie in Franz Molnars “Liliom”, die sie 1946 an Berlins Hebbeltheater verkörperte, die Gladys in Thornton Wilders “Wir sind noch einmal davongekommen” (selber Ort, selbes Jahr), die Mrs. De Winter in Daphne du Mauriers “Rebecca” (1947), die Hilde Wangel in Henrik Ibsens “Baumeister Solness” (1948), die Jessica in Jean-Paul Sartres “Die schmutzigen Hände”, die Dona Belisa in Lope de Vegas “Die Launen der Dona Belisa” (1950), die Nastja in Maxim Gorkis “Nachasyl” (1951), die Marion in Georg Büchners “Dantons Tod” (1953), die Franziska in Gotthold Ephraim Lessings “Minna von Barnhelm” (1954), das Fräulein Julie im gleichnamigen Stück von August Strindberg (1954) sowie 1955 die Rose in der deutschen Erstaufführung von William Saroyans “Die Unschuldigen”, erneut an Münchens Kammerspielen.
Obwohl sie zu dieser Zeit längst auch in Kinofilmen mitgewirkt hatte, besaß die Arbeit vor der Kamera für Gundel Thormann zu dieser Zeit nur eine sehr untergeordnete Rolle. Erst nachdem sich das Fernsehen allmählich durchsetzte, stand die Wahl-Münchnerin (ab 1956) auch regelmäßig vor der Kamera. Hier besaßen die Rollen sehr unterschiedliche Größe und unterschiedliche Bedeutung. Obwohl Gundel Thormann in den frühen 1960er und frühen 1970er Jahren mehrfach in TV-Produktionen mitwirkte, blieb sie doch in erster Linie eine primär dem Theater verbundene Künstlerin. Noch im fortgeschrittenen Alter konnte man sie auf der Bühne sehen, etwa 1964 in der Komödie “Nur keine Blumen”, 1974 in der Sternheim-Komödie “Die Kassette”, 1984 in “Memories” und schließlich 1991 in “Man spielt nicht mit der Liebe”. Danach verliert sich ihre Spur.
Gundula „Gundel“ Thormann war mit dem Facharzt Dr. Maximilian de Cillia verheiratet.

## Filmografie
- 1938: Drei wunderschöne Tage
- 1939: Das Orchestrion (Kurzfilm)
- 1940: Eifersucht ist Leidenschaft (Kurzfilm)
- 1940: Rosen in Tirol
- 1943: Man rede mir nicht von Liebe
- 1955: Rosen im Herbst
- 1956: Kleines Zelt und große Liebe
- 1956: Das Friedensfest
- 1957: Jean
- 1958: Auferstehung
- 1961: Wege des Zufalls
- 1961: Das Leben beginnt um acht
- 1962: Blick über den Zaun
- 1964: Slim Callaghan greift ein (TV-Serie, eine Folge)
- 1970: Das gelbe Haus am Pinnasberg
- 1970: Der Kirschgarten
- 1972: Oscar Wilde
- 1987: Der große und der kleine Klaus